# 夜香·鴛鴦·深水埗
《夜香·鴛鴦·深水埗》（英語：Memories to Choke On, Drinks to Wash Them Down）是一部在2019年上映的香港電影，屬於由四齣短篇電影合集的多段式電影，由梁銘佳及Kate Reilly執導。本片於2019年11月2日於香港亞洲電影節首映，經過一年國際巡迴上映後，於2020年11月19日於香港正式上映。本片亦於2020年奪得香港電影評論學會最佳編劇獎。
四齣短篇電影單元包括《出城記》、《玩具故事》、《鴛鴦》及《It’s not gonna be fun》。當中《鴛鴦》涉及雨傘運動，而《It’s not gonna be fun》則屬紀錄片，內容涉及反修例風波及2019年香港區議會選舉。
一如《佔領立法會》及《理大圍城》，本片在香港上映時，電檢處先要求在片頭加上「根據現行法例可能會構成刑事罪行」的警告字句。

## 故事內容
《出城記》：患上老人癡呆症的婆婆（梁卓美 飾）打算赴往同鄉會聚會。印傭（Mia Mungil 飾）即使收到指示不能帶婆婆離家，仍陪同老婦人前往乘搭循環線小巴。二人在小巴上談天，婆婆透露自己從中國大陸偷渡到港、看他人倒夜香，以及他兒子出生的趣事。在路途上，印傭騙婆婆他們現正在歸家，繼而回到家中；印傭亦開始願意向婆婆分享自己的經歷。
《玩具故事》：因母親打算將經營多年的玩具店易手，多年不見的兩兄弟（林耀聲、顧定軒 飾）回到玩具店回憶往事。
《鴛鴦》：Ruth（Kate Reilly 飾）到香港擔任外籍教師，遇上經濟老師John（王宗堯 飾）。John開始帶Ruth到香港各處品嚐地道美食，期間Ruth因思鄉而落淚。John便帶Ruth到「最浪漫的肯德基」，二人望着玻璃外的夏慤道，John憶雨傘運動金鐘佔領區的場景。
《It's not gonna be fun》：本片屬紀錄片，紀錄2019年香港區議會選舉期間，深水埗區南昌中選區候選人林倩同挑戰連續連任兩屆的對手、時任區議員劉佩玉的經歷。

## 製作
梁銘佳與Kate Reilly是夫婦。本片早於2014年聖誕已開始撰寫劇本，但一直未有定案；直至2019年趕及於香港藝術發展局申請資助的期限前兩天提交劇本。劇本開始時是以一個大家庭作為背景，隨後本片獲得香港藝術發展局30萬資助，因預算問題而需要分割成不同的故事。據導演之一Kate Reilly所述，電影四個單元其中兩個與深水埗有關，原因可能是與她2008年首先來港時，丈夫便帶她到深水埗看家族生意有關。本片導演亦同時兼任監製、剪接等工作。

## 上映
本片於2019年11月2日首先於香港亞洲電影節首映，之後於2020年於第49屆鹿特丹國際電影節作國際首映。隨後本片分別亦於温哥華國際電影節、金馬國際影展、香港獨立電影節、全州國際電影節、紐約亞洲電影節、聖地牙哥亞洲電影節及華沙五味亞洲電影節上映；同年11月19日於香港正式上映。
本片於2020年第27屆香港電影評論學會大獎入圍最佳電影，且獲最佳編劇及推薦電影。本片亦入圍MOVIE6全民票選電影大獎最佳電影五強。

## 外部連結
- 夜香・鴛鴦・深水埗 － HK Movie 6 （页面存档备份，存于）

- 香港影庫上《夜香·鴛鴦·深水埗》的資料（繁體中文）
- 互联网电影数据库（IMDb）上《夜香·鴛鴦·深水埗》的资料（英文）